# Bulbophyllum alveatum
Bulbophyllum alveatum là một loài phong lan thuộc chi Bulbophyllum.